# Treixedo
Treixedo é uma povoação portuguesa do Município de Santa Comba Dão que foi sede da extinta Freguesia de Treixedo, freguesia que tinha 13,20 km² de área e 987 habitantes (2011), e, por isso, uma densidade populacional de 74,8 hab./km².
A Freguesia de Treixedo foi extinta (agregada) pela reorganização administrativa de 2012/2013, tendo o seu território sido agregado ao da Freguesia de Nagozela para criar a União de Freguesias de Treixedo e Nagozela.
Foi vila e sede de concelho até ao início do século XIX. Este era constituído apenas pela freguesia da vila e tinha, em 1801, 1.352 habitantes.

## População
| População da freguesia de Treixedo | População da freguesia de Treixedo | População da freguesia de Treixedo | População da freguesia de Treixedo | População da freguesia de Treixedo | População da freguesia de Treixedo | População da freguesia de Treixedo | População da freguesia de Treixedo | População da freguesia de Treixedo | População da freguesia de Treixedo | População da freguesia de Treixedo | População da freguesia de Treixedo | População da freguesia de Treixedo | População da freguesia de Treixedo | População da freguesia de Treixedo |
| ---------------------------------- | ---------------------------------- | ---------------------------------- | ---------------------------------- | ---------------------------------- | ---------------------------------- | ---------------------------------- | ---------------------------------- | ---------------------------------- | ---------------------------------- | ---------------------------------- | ---------------------------------- | ---------------------------------- | ---------------------------------- | ---------------------------------- |
| 1864                               | 1878                               | 1890                               | 1900                               | 1911                               | 1920                               | 1930                               | 1940                               | 1950                               | 1960                               | 1970                               | 1981                               | 1991                               | 2001                               | 2011                               |
| 1 433                              | 1 536                              | 1 609                              | 1 753                              | 1 820                              | 2 140                              | 1 960                              | 2 179                              | 2 146                              | 1 888                              | 1 569                              | 1 772                              | 1 155                              | 1 104                              | 987                                |

| Distribuição da População por Grupos Etários | Distribuição da População por Grupos Etários | Distribuição da População por Grupos Etários | Distribuição da População por Grupos Etários | Distribuição da População por Grupos Etários | Distribuição da População por Grupos Etários | Distribuição da População por Grupos Etários | Distribuição da População por Grupos Etários | Distribuição da População por Grupos Etários | Distribuição da População por Grupos Etários |
| -------------------------------------------- | -------------------------------------------- | -------------------------------------------- | -------------------------------------------- | -------------------------------------------- | -------------------------------------------- | -------------------------------------------- | -------------------------------------------- | -------------------------------------------- | -------------------------------------------- |
| Ano                                          | 0-14 Anos                                    | 15-24 Anos                                   | 25-64 Anos                                   | > 65 Anos                                    |                                              | 0-14 Anos                                    | 15-24 Anos                                   | 25-64 Anos                                   | > 65 Anos                                    |
| 2001                                         | 168                                          | 141                                          | 541                                          | 254                                          |                                              | 15,2%                                        | 12,8%                                        | 49,0%                                        | 23,0%                                        |
| 2011                                         | 146                                          | 93                                           | 496                                          | 252                                          |                                              | 14,8%                                        | 9,4%                                         | 50,3%                                        | 25,5%                                        |

## Património

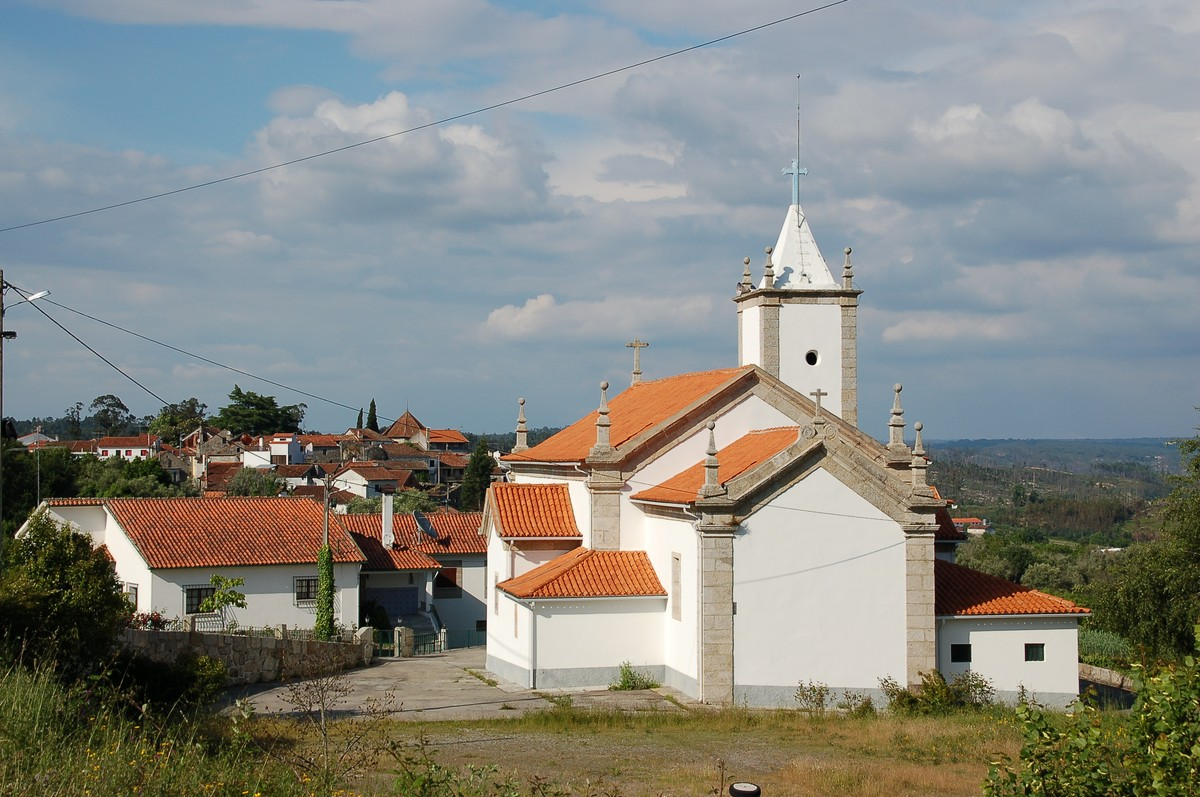
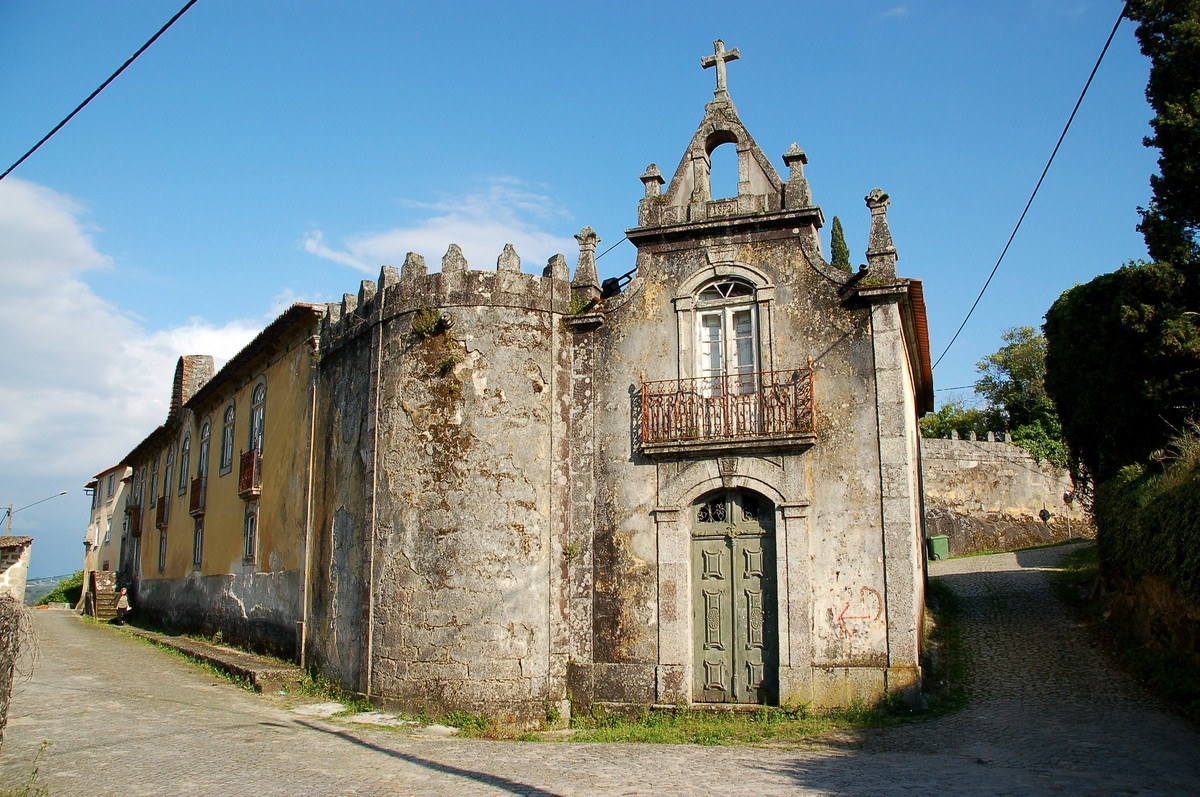
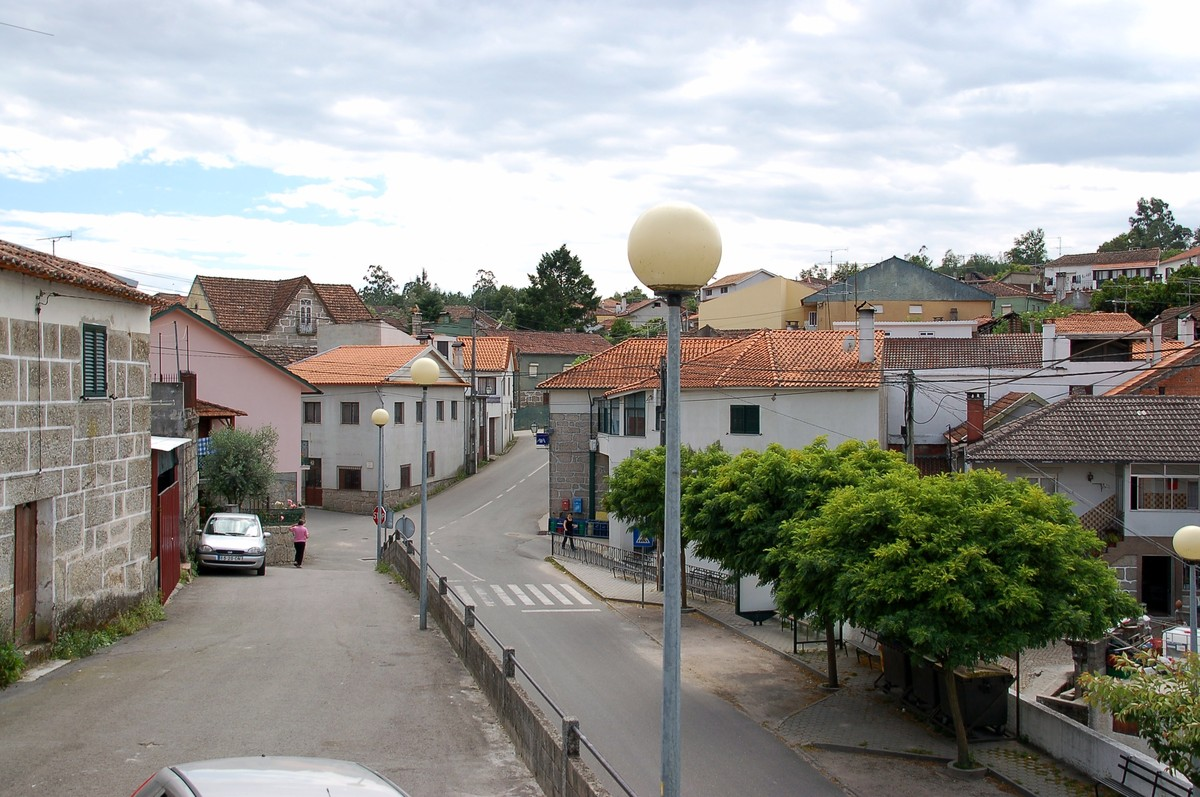
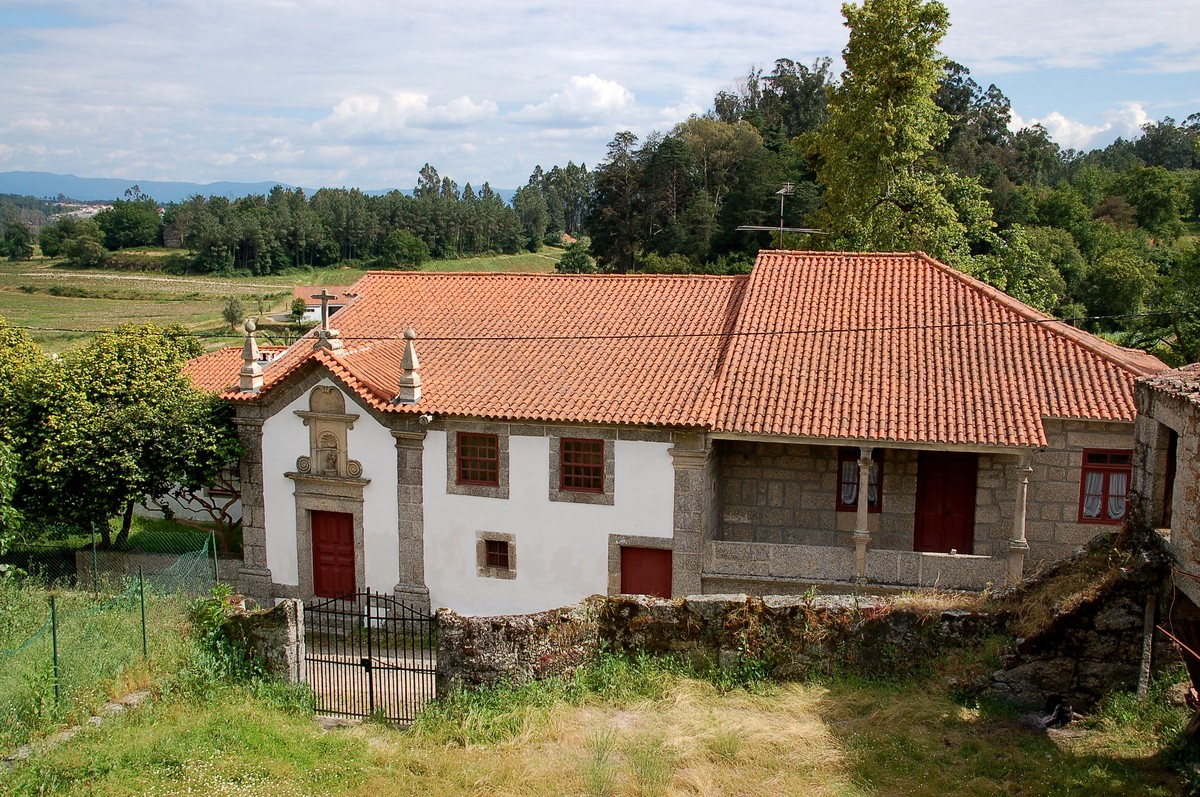
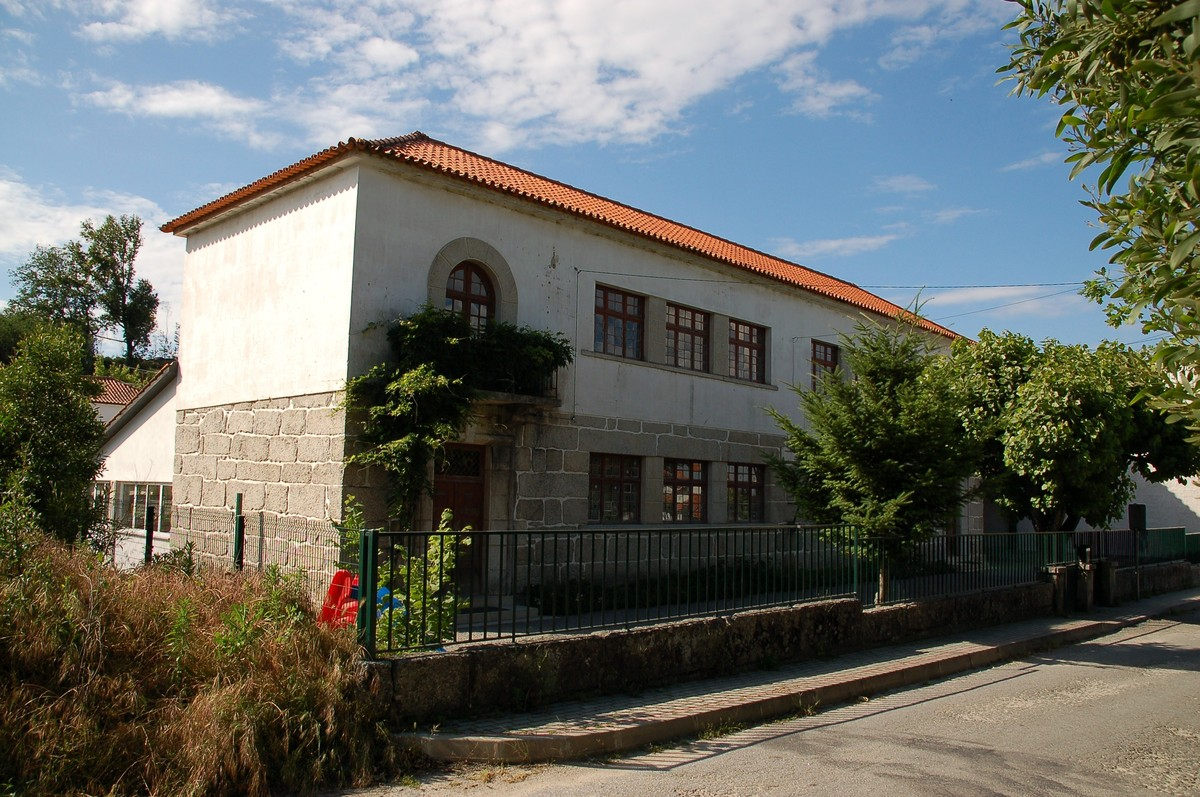

- Pelourinho de Treixedo
- Igreja Matriz de Treixedo
- Futura estância Termal do Granjal